# Élection présidentielle brésilienne de 2014
Une élection présidentielle a lieu au Brésil les 5 et 26 octobre 2014, afin d’élire le président de la République du pays, ainsi que le vice-président, dans le cadre des élections générales. Les élections pour le Congrès et les gouverneurs des États se tiennent en même temps.
La présidente sortante, Dilma Rousseff (Parti des travailleurs), qui se représente, arrive en tête du premier tour. Elle affronte au second tour Aécio Neves (PSDB) et l'emporte pour un deuxième mandat de quatre ans avec 51,64 % des voix.

## Contexte
Le Parti des travailleurs (PT, gauche) est au pouvoir au Brésil depuis 2002, d'abord sous la présidence de Lula puis, depuis 2010 sous celle de Dilma Rousseff, la première femme présidente du Brésil.
Lula puis Rousseff ont introduit des politiques sociales à destination des plus pauvres, notamment la Bolsa Família, qui valent au PT une forte popularité parmi les classes populaires : quarante millions de Brésiliens sont sortis de la pauvreté ces dix dernières années.
Toutefois, le PT a dû affronter des scandales de corruption et le Brésil, après une longue période de forte croissance, est entré en récession début 2014 et connait une forte inflation. Le mouvement protestataire de 2013 a par ailleurs entaché la popularité de Dilma Rousseff.

## Mode de scrutin

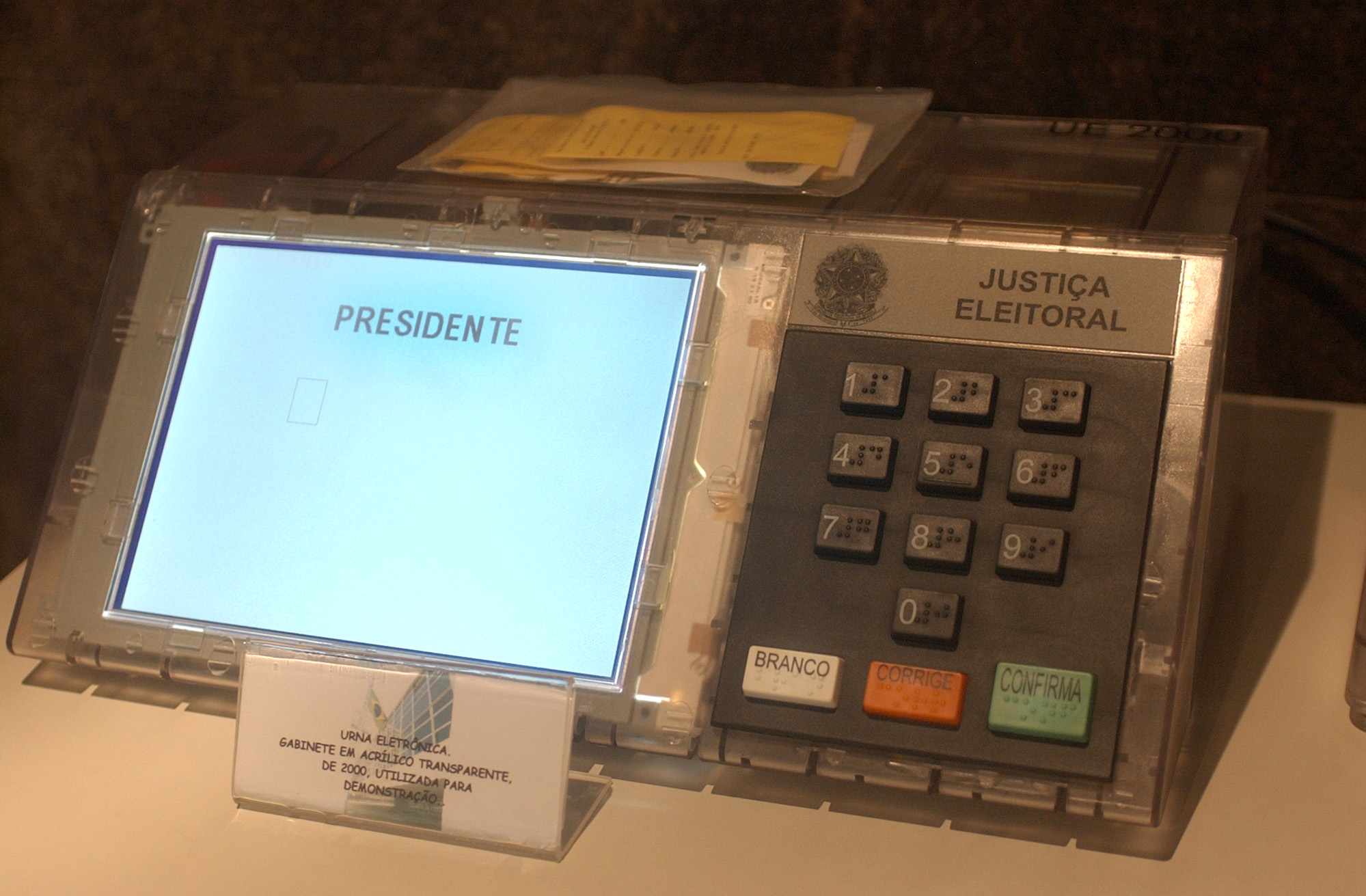
Urne électronique.

Le 5 octobre 2014, les Brésiliens votent pour élire le président de la République, en même temps qu'ils élisent un tiers du Sénat, la Chambre des députés et les gouverneurs et assemblées des États.
Le président est élu au suffrage universel direct, au scrutin majoritaire à deux tours. Chaque candidat se présente avec un colistier, candidat à la vice-présidence.
Le vote a lieu au moyen d'urnes électroniques. Voter est obligatoire pour les citoyens de 18 à 70 ans, et facultatif pour ceux âgés de 16 à 18 ans et les plus de 70 ans.

## Candidats

### Dilma Rousseff
Dilma Rousseff a été choisie par Lula pour lui succéder en 2010 et se présente à sa réélection.
Première femme présidente du Brésil, elle a longtemps bénéficié d'une forte popularité qui a chuté face à la faible croissance et au mouvement protestataire de 2013. Elle aborde toutefois la campagne comme grande favorite, jusqu'à ce que l'entrée en scène de Marina Silva la mette en difficulté.
Rousseff et le Parti des travailleurs axent leur campagne sur le bilan des 12 années au pouvoir du PT, et notamment les programmes sociaux à destination des plus modestes, mettant en garde contre le risque de perdre les avantages acquis si un autre parti devait l'emporter. Rousseff s'est par ailleurs prononcée pour que l'avortement, aujourd'hui interdit, puisse être pratiqué dans les hôpitaux publics et pour le mariage homosexuel (légalisé par le Tribunal suprême fédéral).

### Aecio Neves
Ancien gouverneur du Minas Gerais, Aécio Neves est le candidat du PSDB (centre droit), au pouvoir avant la victoire du PT en 2002.
Neves prône une politique économique plus libérale et propose de lutter contre l'inflation et de rendre autonome la Banque centrale du Brésil. Il ne souhaite pas remettre en cause les programmes sociaux introduits par le PT mais veut les rendre « plus efficaces ». Neves souhaite le maintien de l'interdiction de l'avortement au Brésil mais est favorable au mariage homosexuel.

### Marina Silva
Candidate des Verts en 2010, Marina Silva est désignée candidate du Parti socialiste brésilien après la mort de son premier candidat Eduardo Campos dans un accident d'avion.
Après sa désignation, elle connait une montée fulgurante dans les sondages, jusqu'à concurrencer Dilma Rousseff, mais elle est aussi attaquée par les deux principaux candidats.
La campagne de Silva est axée sur la promesse du changement. Elle propose une politique économique libérale, similaire au programme d'Aecio Neves, avec des mesures en faveur de l'environnement. Évangélique, elle est opposée à l'avortement et au mariage homosexuel.

### Autres candidats
En plus des trois principaux, 8 autres candidats se présentent à l'élection.

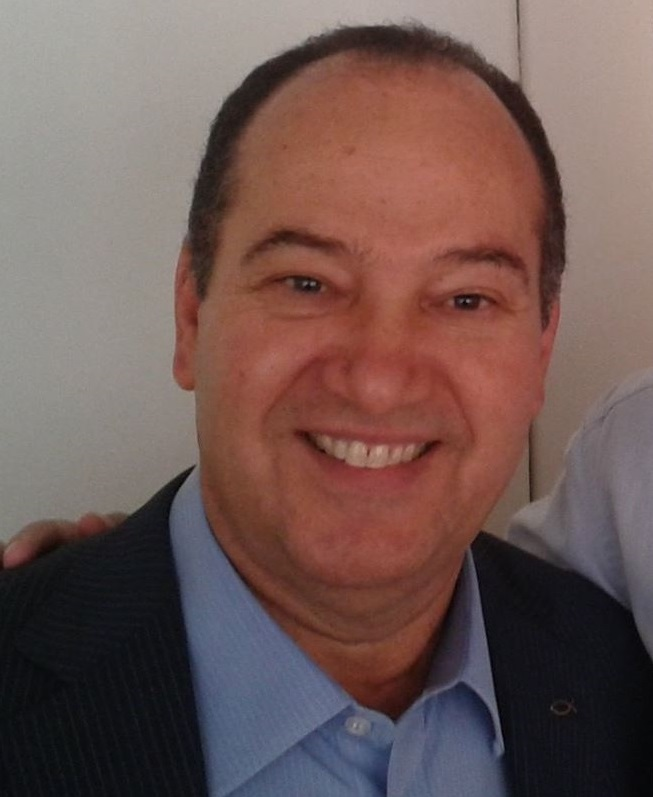
Everaldo Dias Pereira Candidat à la vice-présidence : Leonardo Gadelha (PSC).
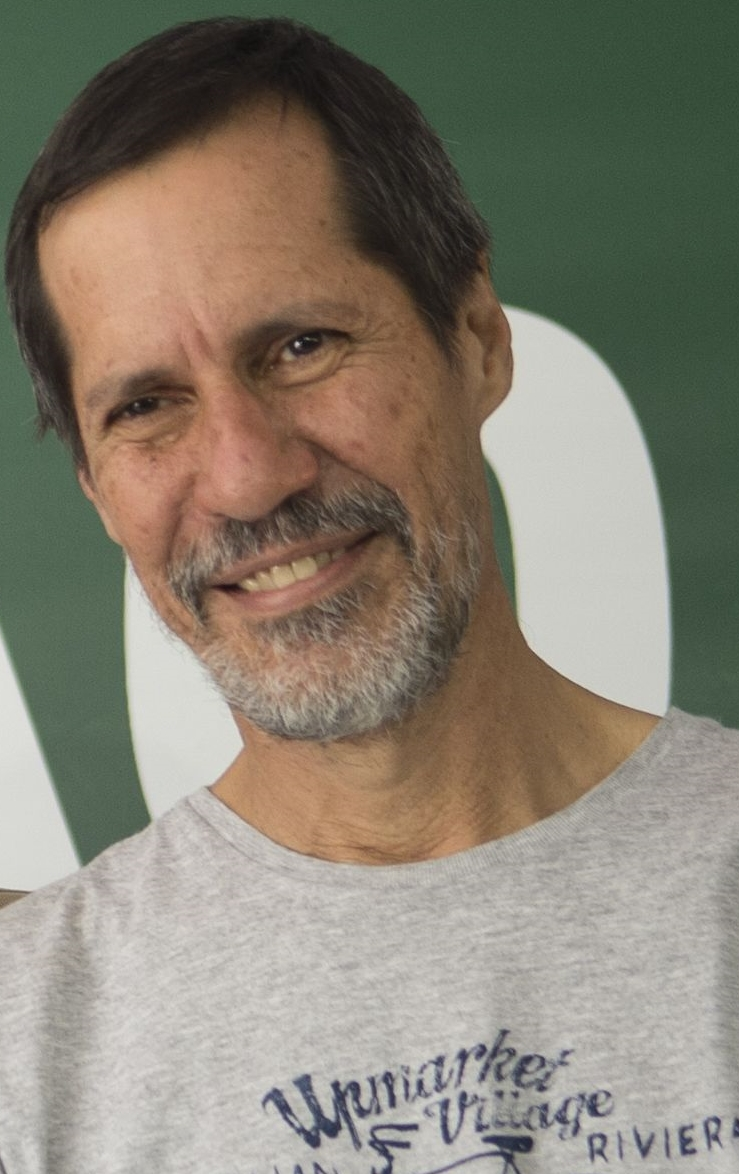
Eduardo Jorge Candidat à la vice-présidence : Célia Sacramento (PV)
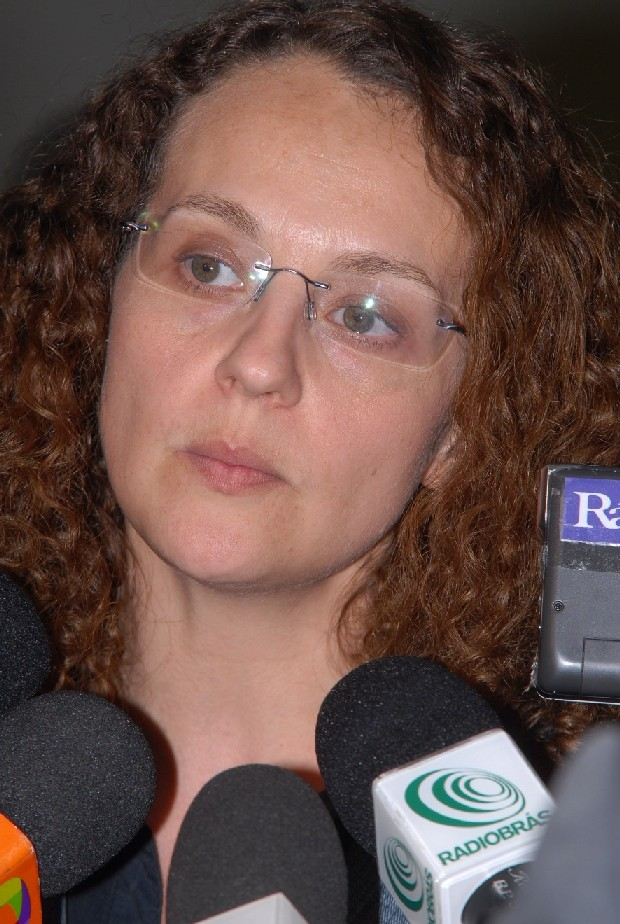
Luciana Genro Candidat à la vice-présidence : Jorge Paz (PSOL).
José Maria de Almeida Candidate à la vice-présidence : Cláudia Durans (PSTU).
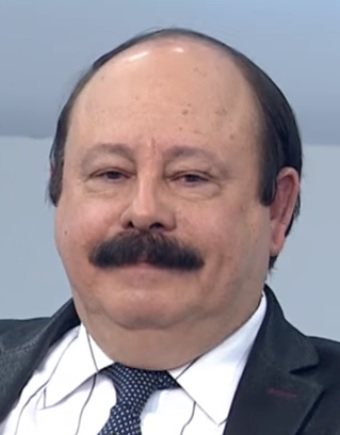
Levy Fidelix (pt) Candidat à la vice-présidence : José Alves de Oliveira (PRTB).
Mauro Iasi Candidate à la vice-présidence : Sofia Manzano (PCB).
Rui Costa Pimenta Candidat à la vice-présidence : Ricardo Machado (PCO).

## Résultats
| Candidat   | Candidat              | Colistier              | Parti      | Premier tour | Premier tour | Second tour | Second tour |
| Candidat   | Candidat              | Colistier              | Parti      | Voix         | %            | Voix        | %           |
| ---------- | --------------------- | ---------------------- | ---------- | ------------ | ------------ | ----------- | ----------- |
|            | Dilma Rousseff        | Michel Temer (PMDB)    | PT         | 43 267 438   | 41,59        | 54 501 118  | 51,64       |
|            | Aécio Neves           | Aloysio Nunes          | PSDB       | 34 897 196   | 33,55        | 51 041 155  | 48,36       |
|            | Marina Silva          | Beto Albuquerque       | PSB        | 22 176 613   | 21,32        |             |             |
|            | Luciana Genro         | Jorge Paz              | PSOL       | 1 612 186    | 1,55         |             |             |
|            | Everaldo Dias Pereira | Leonardo Gadelha       | PSC        | 780 505      | 0,75         |             |             |
|            | Eduardo Jorge         | Célia Sacramento       | PV         | 630 099      | 0,61         |             |             |
|            | Levy Fidélix          | José Alves de Oliveira | PRTB       | 446 878      | 0,43         |             |             |
|            | José Maria de Almeida | Cláudia Durans         | PSTU       | 91 209       | 0,09         |             |             |
|            | José Maria Eymael     | Roberto Lopes          | PSDC       | 61 250       | 0,06         |             |             |
|            | Mauro Luís Iasi       | Sofia Manzano          | PCB        | 47 845       | 0,05         |             |             |
|            | Rui Costa Pimenta     | Ricardo Machado        | PCO        | 12 324       | 0,01         |             |             |
| Inscrits   | Inscrits              | Inscrits               | Inscrits   | 142 822 046  |              | 142 822 046 |             |
| Abstention | Abstention            | Abstention             | Abstention | 27 671 448   | 19,39        | 30 137 479  | 21,10       |
| Votants    | Votants               | Votants                | Votants    | 115 122 611  | 80,61        | 112 683 879 | 78,90       |
| Blancs     | Blancs                | Blancs                 | Blancs     | 4 420 448    | 3,84         | 1 921 819   | 1,71        |
| Nuls       | Nuls                  | Nuls                   | Nuls       | 6 678 580    | 5,80         | 5 219 787   | 4,63        |
| Exprimés   | Exprimés              | Exprimés               | Exprimés   | 104 023 543  | 90,36        | 105 542 273 | 94,66       |